# Kubilay Kanatsızkuş
Kubilay Kanatsızkuş (* 28. März 1997 in Osmangazi) ist ein türkischer Fußballspieler.

## Karriere

### Verein
Kanatsızkuş begann mit dem Vereinsfußball 2007 in der Jugendabteilung von Nilüfer Gençlerbirliği und wechselte von hier 2008 in den Nachwuchs von Bursaspor. Im November 2015 erhielt er bei diesem Klub zwar einen Profivertrag, spielte aber weiterhin überwiegend für die Reservemannschaft des Klubs. Zur Rückrunde der Saison 2015/16 wurde er vom Cheftrainer Hamza Hamzaoğlu mit anderen Nachwuchsspielern neben den Einsätzen bei der Reservemannschaft auch am Training der Profimannschaft beteiligt und in den Kader von Pokal- und Erstligaspielen aufgenommen. Am 13. Januar 2016 gab er in der Pokalbegegnung gegen Boluspor sein Profidebüt und in der Erstligabegegnung vom 13. Februar 2016 gegen Gençlerbirliği Ankara sein Ligadebüt. Bei den Profis absolvierte er in dieser Saison vier Liga- und vier Pokalspiele, erzielte in jeweils beiden Wettbewerben zwei Tore und machte damit auf sich aufmerksam. In dieser Saison holte er auch mit der Reservemannschaft Bursaspors, mit der Bursaspor U21, auch die Meisterschaft der Reservemannschaften.

### Nationalmannschaft
Kanatsızkuş begann seine Nationalmannschaftskarriere im Februar 2016 mit einem Einsatz für die türkische türkischen U-19-Nationalmannschaft. Anschließend spielte er auch für die U-20- und U-21-Junioren.
Mit der  wurde in den Turnierkader der türkische U-20-Nationalmannschaft nahm er an dem Turnier von Toulon teil und wurde mit seinem Team Turnierdritter.

## Erfolge
Mit Bursaspor U21 (Reservemannschaft)
- Meister der U21 Ligi Süper Lig: 2015/16

Mit der Türkischen U-20-Nationalmannschaft
- Dritter des Turniers von Toulon: 2018